# Бобовище (Закарпатская область)
Бобо́вище (укр. Бобовище) — село в Ивановецкой сельской общине Мукачевского района Закарпатской области Украины.
Центр сельского совета, расположено у подножия гор Кичера и Дубовая, в 15 км от районного центра г. Мукачево и железнодорожной станции Мукачево на линии Батьёво — Стрый.
Население по переписи 2001 года составляло 1612 человека. Почтовый индекс — 89632. Телефонный код — 3131. Занимает площадь 2,316 км². Код КОАТУУ — 2122780401.

## История
Первое упоминание о Бобовище в исторических документах относится к 1360 г.